# 総記
総記（そうき）とは、図書館学において用いられる用語で、図書館資料の分類において設置された部門の一つ。当該資料の主題が複数の分野あるいは全分野に及ぶものや逆にいずれの分野にも属しないものなどを一括して扱う。また、図書分類法の理論的な根幹である図書館学を主題にする資料（目録・書誌などを含む）も総記に属する事になっている。
現在日本の図書館で主として用いられている日本十進分類法においては、総記は「0××」で表記され、図書館学関係以外に新聞・百科事典・叢書・年鑑などが挙げられる。